# Кушнарьов Михайло Андрійович
Михайло Андрійович Кушнарьов (березень 1903 , Одеська губернія, Російська імперія  — не раніше 1950-ті ) — український бактеріолог. Ректор Київського державного університету (1934–1936).

## Біографія
Народився в березні 1903 року в Одеській губернії. Закінчив Одеську гімназію (1919 р.). Після чого протягом трьох років служив у Червоній Армії. У 1921 році вступив до Одеського медичного інституту. Будучи студентом, викладав політекономію та історію революційних рухів. У 1925–1926 роках очолював науковий семінар підвищеного типу при кафедрі бактеріології. У 1926 році закінчив інститут з рекомендацією вступу до аспірантури науково-дослідної кафедри бактеріології.
З 1928 року працював заступником директора Українського хіміко-радіологічного інституту та директор Одеського технікуму прикладної хімії. Був членом біологічної секції Озерної комісії при Всеукраїнській Академії наук, яку очолював академік Володимир Липський.
З листопада 1934 року після арешту Рувіма Левіка очолив Київський державний університет. З 21 квітня 1936 року його призначають членом Ради при наркомі освіти України.
З 29.03.1937 року був переведений на роботу у Москву. У 1950-х роках був професором Тамбовського інституту епідеміології та мікробіології.